# Cedric Popkin

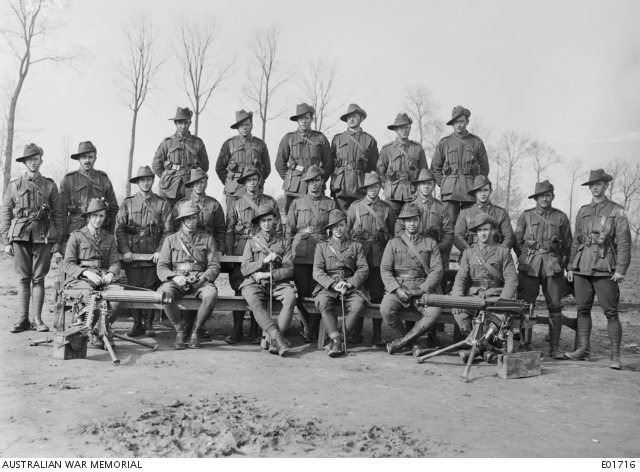
Gruppenfoto der Offiziere und Unteroffiziere der 24th Machine Gun Company (März 1918). Sergeant Cedric Popkin ist zweiter von rechts in der mittleren Reihe.

Cedric Bassett Popkin (* 1891 in Sydney; † 26. Januar 1968) war im Ersten Weltkrieg Flugabwehr-MG-Schütze der Australian Imperial Force. Er hat wahrscheinlich den deutschen Jagdflieger Manfred von Richthofen am 21. April 1918 abgeschossen.

## Leben
Popkin war Zimmerer von Beruf. Als er der Australian Imperial Force am 6. Mai 1916 in Brisbane beitrat, lebte er in Palmwoods, Queensland. Er verließ Australien am 20. Oktober mit den 6th Reinforcements der 7th Machine Gun Company auf der HMAT Port Lincoln.
Im April 1918 war Popkin, der den Rang eines Sergeants erreicht hatte, Schütze in der 24th Machine Gun Company, die Teil der Australian 4th Division war. Er war an der Somme in Frankreich stationiert.
Ungefähr um 10:35 am 21. April wurde Richthofen während eines Luftkampfs abgeschossen. Da Popkin der einzige MG-Schütze war, dessen Standort zu den Verletzungen Richthofens passt, ist es wahrscheinlich, dass er den tödlichen Schuss abgegeben hat. Allerdings wurde Richthofen von mehreren MG- und Gewehrschützen beschossen und das tödliche Projektil war vom Standard-Kaliber 0.303, so dass eine gewisse Unsicherheit bleibt. Die RAF schrieb den Abschuss offiziell Arthur Roy Brown zu, der an dem Luftkampf beteiligt war.
Popkin kehrte am 5. Januar 1919 nach seiner Entlassung aus der Armee nach Australien zurück und arbeitete wieder als Zimmerer. Die meiste Zeit seines weiteren Lebens verbrachte er in Tweed Heads und in der Northern Rivers Region von New South Wales. Er ist in Brisbane begraben.
Im Jahr 1964 sagte Popkin der Brisbane Courier-Mail: “I am fairly certain it was my fire which caused the Baron to crash[,] but it would be impossible to say definitely that I was responsible … As to pinpointing without doubt the man who fired the fatal shot[,] the controversy will never actually be resolved."” (deutsch: „Ich bin mir ziemlich sicher, dass mein Beschuss den Absturz des Barons verursachte, aber es ist unmöglich, das mit Sicherheit zu sagen. Da es nicht möglich ist, zu sagen, wo der Mann stand, der den tödlichen Schuss abgab, wird die Debatte nie beendet sein.“)